# Fredenslund
Fredenslund er dannet i 1840 af nedlagte Fæstegårde og Jord fra Ny Wiffertsholm. Gården ligger i Solbjerg Sogn, Hellum Herred, Ålborg Amt, Skørping Kommune. Hovedbygningen er opført i 1872
Fredenslund Gods er på 316 hektar

## Ejere af Fredenslund
- (1840-1890) Jens M. Svanholm
- (1890-1898) Laurids Svanholm
- (1898-1935) Claudius Svanholm
- (1935-1964) A. H. N. Svanholm
- (1964-) Gregers Søren Winther